# Arka Gdynia
Arka Gdynia er en polsk fodboldklub.
Klubben blev grundlagt i 1929. Den har sin base i Gdynia (Provinsen Pommern) og spiller på Stadion Miejski. Klubben havde sin storhedstid i firserne. Arka vandt den polske pokalturnering i 1979 og 2017.

## Titler
- Polsk pokalturnering (2): 1978/79, 2016/17
- Polsk Super Cup (1): 2017

## UEFA
Arkas målscore er altid først.
| Sæson   | Turnering                     | Runde | Land      | Klub               | Hjemme | Ude | Samlet |
| ------- | ----------------------------- | ----- | --------- | ------------------ | ------ | --- | ------ |
| 1979–80 | UEFA Pokalvindernes Turnering | QR1   | Bulgarien | Beroe Stara Zagora | 3–2    | 0–2 | 3–4    |
| 2017–18 | UEFA Europa League            | QR3   | Danmark   | FC Midtjylland     | 3–2    | 1–2 | 4–4    |

## Førsteholdstruppen

### Nuværende spillertrup 2017/18
- Nuværende spillertrup 2017

## Kendte spillere
| - Arkadiusz Aleksander - Adrian Budka - Filip Burkhardt - Emil Drozdowicz - Andrzej Dybicz - Bartosz Karwan - Łukasz Kowalski - Janusz Kupcewicz - Bartosz Ława | - Olgierd Moskalewicz - Rafał Murawski - Adam Musiał - Grzegorz Niciński - Krzysztof Piskuła - Grzegorz Podstawek - Marcin Radzewicz - Maciej Szmatiuk - Andrzej Szarmach | - Marek Szyndrowski - Przemysław Trytko - Norbert Witkowski - Zbigniew Zakrzewski - Paweł Zawistowski - Dariusz Żuraw |

## Danske spillere
- Frederik Helstrup (2017-?)